# Румынская православная церковь
Румы́нская правосла́вная це́рковь (рум. Biserica Ortodoxă Română) — автокефальная поместная православная церковь, занимающая 7-е место в диптихе. Имеет юрисдикцию на территории Румынии и в румынской диаспоре. На 2018 год вторая по числу паствы православная церковь в мире, составляющая 20 млн человек. В Румынии число православных верующих, согласно переписи 2011 года, составляло 16 307 004 человека, или 86,45 % населения страны.
Как и прочие официально зарегистрированные религиозные организации в Румынии, имеет де-факто государственный статус: жалованье духовенству выплачивается из государственной казны.

## История

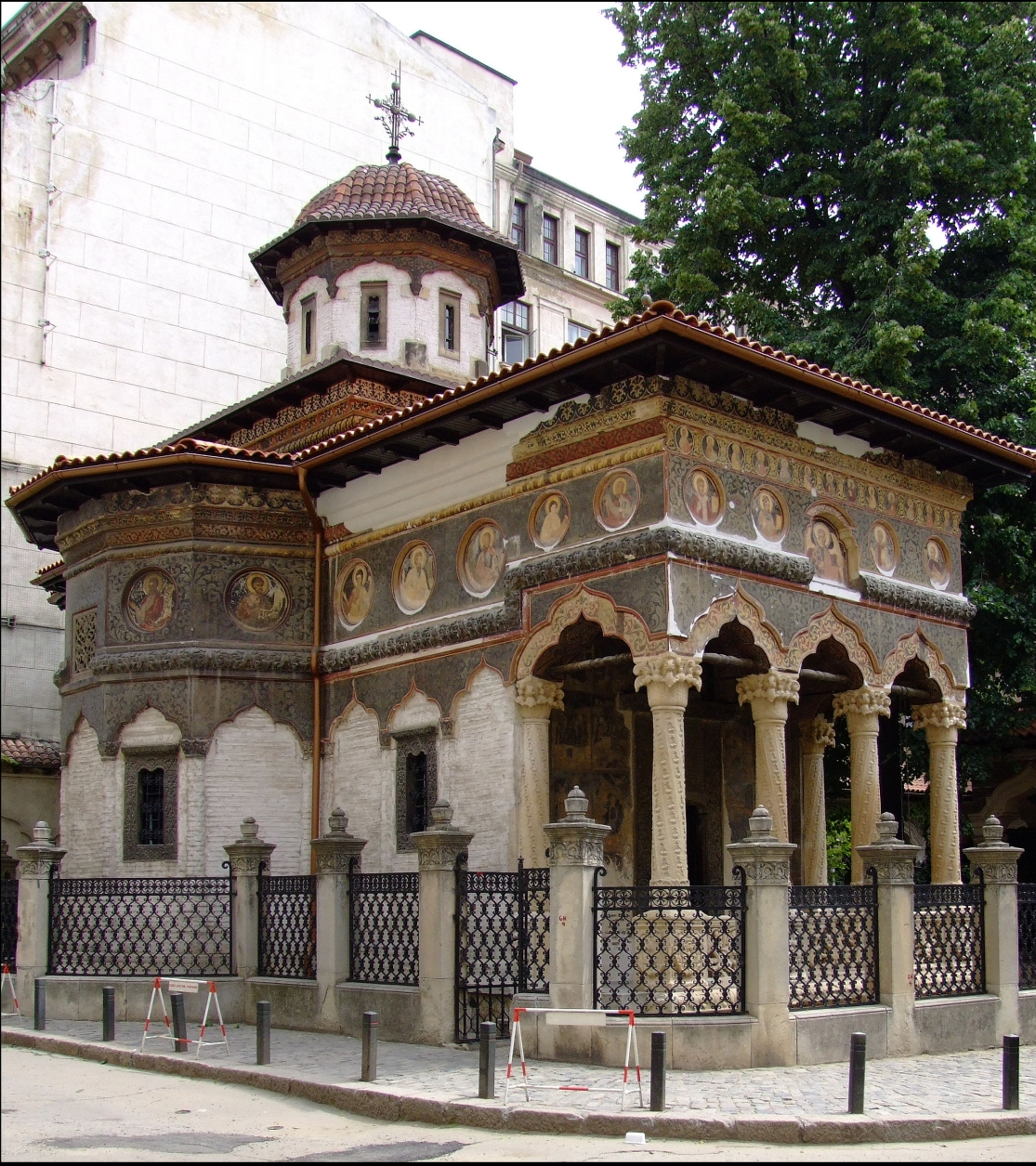

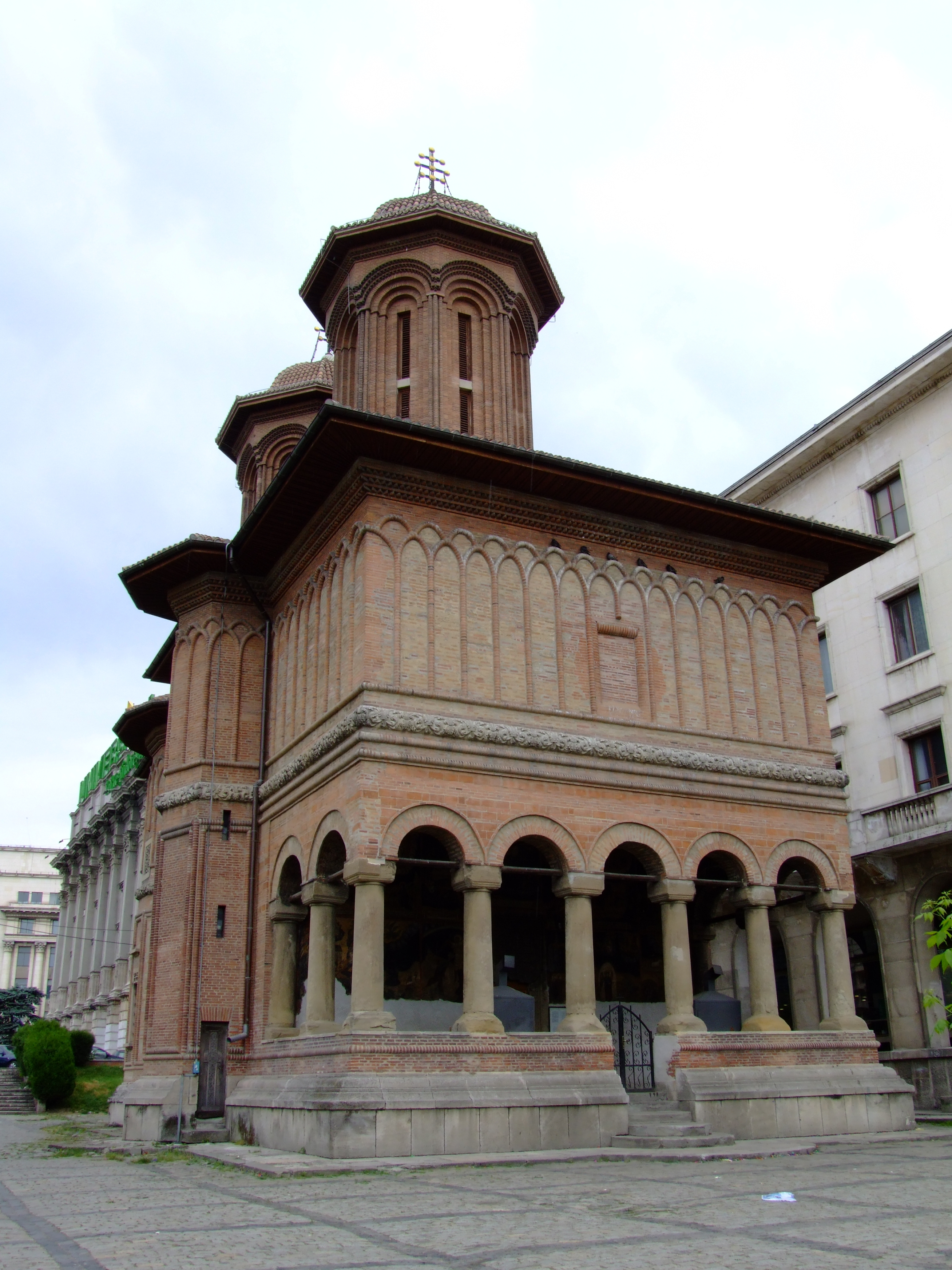

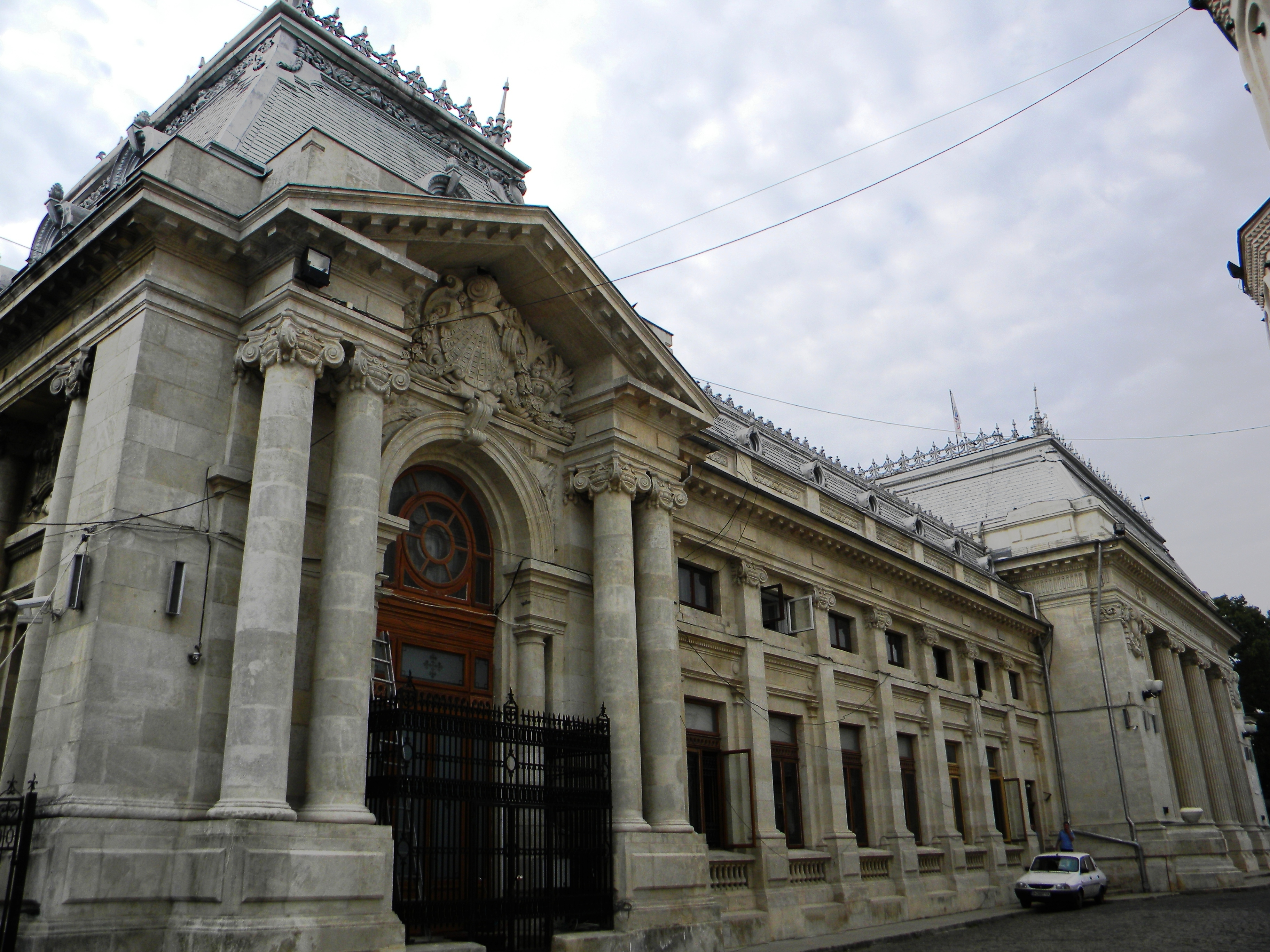
Дворец патриархии в Бухаресте

Церковная организация на территории Румынии известна с IV века. Существовавшая здесь римская провинция Дакия входила в область Иллирика, почему и дакийские епископы находились в ведении архиепископа Сирмийского, подлежавшего юрисдикции Римского епископа. После разрушения Сирмии гуннами (V век) церковная область Дакии перешла в юрисдикцию архиепископа Солунского, подчинявшегося то Риму, то Константинополю. В VIII веке император Лев Исаврянин окончательно подчинил Дакию канонической власти Константинопольского Патриарха.
В начале X века предки румын стали совершать богослужение на церковнославянском языке, который был здесь в употреблении вплоть до XVII века. Митрополия Валахии входила в состав Охридской архиепископии, а затем Тырновского патриархата (1234—1393).
Около 1324 года Валахия стала самостоятельным государством; в 1359 году валашский воевода Николай Александр I добился от патриарха Константинопольского возведения церковной организации в Валахии в достоинство митрополии. Митрополия находилась в канонической зависимости от Константинопольского патриархата, которая до начала XVIII века носила в основном формальный характер.
В отличие от других земель, подвластных Османской империи, в Валахии и Молдавии при покровительстве местных господарей сохранялась полная свобода богослужения, разрешалось строить новые храмы и основывать монастыри, созывать церковные Соборы. Церковная собственность оставалась неприкосновенной, благодаря чему восточные Патриархаты, а также Афонские монастыри приобретали здесь имения и открывали подворья, служившие важным источников их дохода.
В 1711 году Молдавия, а в 1716 году Валахия перешли под управление князей, назначаемых султаном из нескольких семей греков-фанариотов. Церковная жизнь подверглась значительной эллинизации: церковнославянский язык был заменён в городах на греческий, а в деревнях его вытеснил румынский язык. В 1776 году Валашскому митрополиту был пожалован титул «Наместника Кесарии Каппадокийской» — самой старшей по чести кафедры Константинопольского патриархата, которую в IV веке возглавлял святитель Василий Великий.
По итогам русско-турецких войн в XVIII веке Россия получила право покровительства православным на данных территориях. В 1789 году, во время русско-турецкой войны 1787—1792, российским Святейшим синодом была учреждена «Молдо-Влахийская экзархия», местоблюстителем которой 22 декабря того же года был назначен бывший архиепископ Екатеринославский и Херсонеса Таврического Амвросий (Серебреников). В 1792 году митрополитом Молдо-Влахийским с титулом экзарха Молдавии, Валахии и Бессарабии был назначен Гавриил (Бэнулеску-Бодони); но в 1793 году после заточения в Константинополе и осуждения со стороны Синода Константинопольской церкви он был назначен на Екатеринославскую кафедру с сохранением за ним титула «экзарха».
Известным деятелем начала XIX века был митрополит Молдавский (1803—1842 годы с перерывами) Вениамин, выступавший против власти фанариотов и приветствовавший переход Молдавии под власть России.
В период присутствия русских войск в Молдавии и Валахии (1808—1812) было осуществлено церковное переподчинение территории княжеств: в марте 1808 года российским Святейшим синодом было определено находившемуся на покое бывшему митрополиту Киевскому Гавриилу «именоваться паки членом Святейшего Синода и оного экзархом в Молдавии, Валахии и Бессарабии». По заключении Бухарестского мирного договора Бессарабия отошла России, где в 1813 году была учреждена Кишинёвская и Хотинская епархия, которую возглавил митрополит Гавриил.
После Морейского восстания греков (1821) султан в 1822 году удовлетворил просьбу молдавских и валашских бояр о восстановлении права избрания румынских господарей. С того момента политическая зависимость Румынии от Оттоманской империи стала стремительно ослабевать; всё большее значение приобретало культурное и политическое влияние Франции и Австрии (Трансильвании). 
В 1859 году произошло объединение княжеств Валахии и Молдавии. Избранный под влиянием Франции князем Александр Куза осуществил реформы, направленные против Православной церкви. Был создан новый орган церковного управления — «Генеральный национальный синод», включавший всех румынских епископов и по три депутата от духовенства и мирян каждой епархии. Синод имел право собираться лишь однажды в два года и находился под полным контролем светской власти. Архиерейские назначения осуществлялись по указанию князя. Законом 1863 года была осуществлена полная конфискация (секуляризация) всего церковного и монастырского имущества. Активное противодействие антиклерикальной политике правительства оказывали братья Скрибаны: епископ Филарет († 1873; постриженник Киево-Печерской лавры) и епископ Неофит († 1884).
В 1865 году местная Церковь провозгласила себя автокефальной, но Константинопольский патриархат признал это только в 1885 году.
В 1918 году Румыния захватила Бессарабию у охваченной Гражданской войной России. В 1919 году состоялся Собор, объединивший епархии Румынии, Трансильвании и Буковины. 1 февраля 1919 года в Румынии был принят григорианский календарь.
Конституция Румынии 1923 года признавала Румынскую православную церковь национальной церковью страны.
1/14 октября 1924 года Румынская православная церковь официально перешла на новоюлианский календарь.
Решением Священного синода от 4 февраля 1925 года Румынская церковь была провозглашена Патриархатом, каковое определение было признано каноническим (томос Константинопольского патриарха от 30 июля 1925 года). 1 ноября 1925 года состоялось торжественное возведение митрополита-примаса Мирона в сан Блаженнейшего Патриарха всей Румынии, наместника Кесарии Каппадокийской, митрополита Унгро-Влахийского, архиепископа Бухарестского. С 1 февраля 1938 года до 6 марта 1939 года патриарх Мирон был также премьер-министром Румынии, будучи назначен королём Румынии Каролем II.
В июне 1940 года Бессарабия была возвращена СССР; церковные структуры были переподчинены Московскому патриархату. На Кишинёвскую епархию был направлен епископ Алексий (Сергеев) с возведением в сан архиепископа.
22 июня 1941 года Королевство Румыния вместе с Германией напало на СССР. Согласно заключённому в Бендерах 30 августа 1941 года румыно-германскому соглашению, область между реками Днестром и Южным Бугом передавалась Румынии под наименованием Транснистрия; в неё вошли левобережные районы Молдавии, Одесская область и часть территории Николаевской и Винницкой областей. Румынская церковь распространила на Транснистрию свою юрисдикцию; в сентябре 1941 года в Транснистрии была открыта православная миссия во главе с архимандритом Юлием (Скрибаном). Открывались храмы и монастыри, прекратившие свою деятельность при советском господстве. Особое внимание уделялось восстановлению церковной жизни на территории Молдавии. В Транснистрии была запрещена деятельность иных православных организаций, включая Украинскую автокефальную церковь, которые свободно существовали в Рейхскомиссариате Украина. 30 ноября 1942 года была открыта Духовная семинария в Дубоссарах. С 1 марта 1942 года при Одесском университете начали работу богословские курсы для студентов всех факультетов. С января 1943 года в Одессе действовала православная Духовная семинария. Внедрялись в богослужение румынский язык, румынские литургические традиции, григорианский календарь.
После восстановления советского контроля над Транснистрией в августе 1944 года территория перешла под юрисдикцию Московского патриархата.
В 1948 году в Румынии установился коммунистический режим. В отличие от большинства других коммунистических государств, в Румынии Православная церковь не подверглась серьёзным гонениям или притеснениям, хотя вся церковная жизнь жёстко контролировалась государством. Церковь была обязана выполнять указания государственного Министерства культов. Например, Министерство обязало румынское духовенство изучать русский язык.

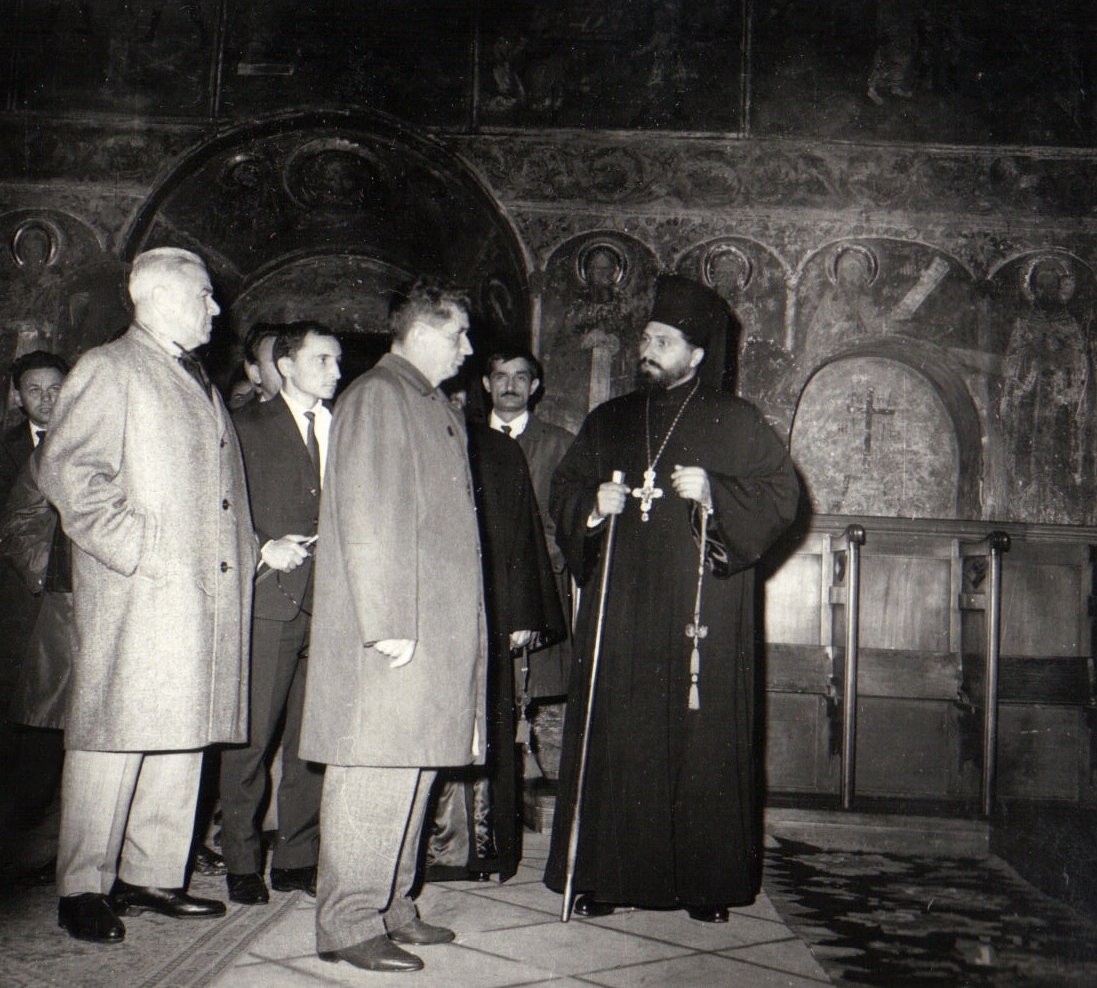
Николае Чаушеску в Нямецкой лавре, 1966

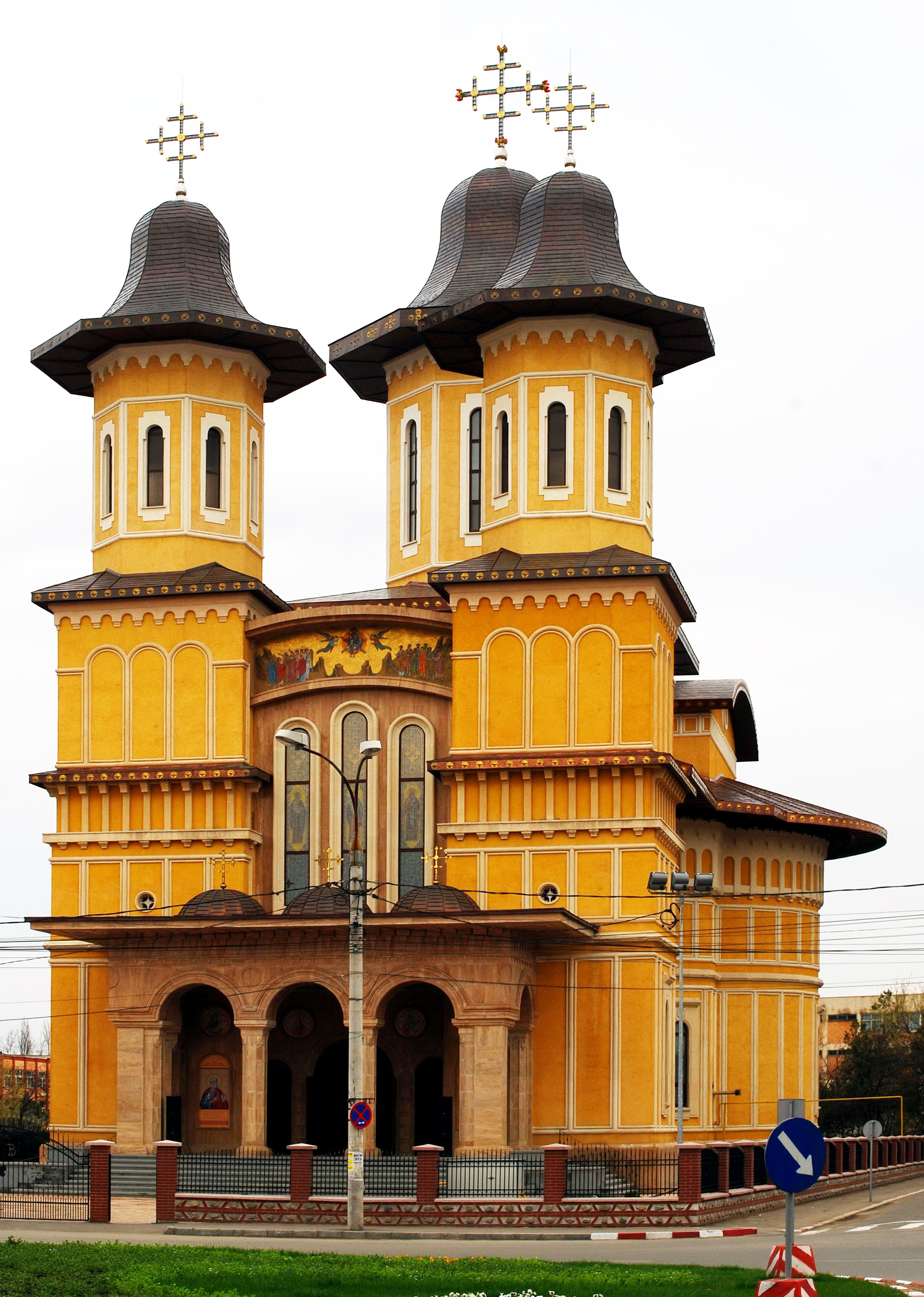

Юридически Румынская православная церковь не была отделена от государства. Румынская Конституция 1965 года провозглашала лишь отделение школы от Церкви (статья 30). В соответствии с декретом «Об общем устройстве религиозных исповеданий» Церковь имела право создавать благотворительные организации, религиозные общества, вести издательскую деятельность, владеть движимым и недвижимым имуществом, пользоваться государственными субсидиями и дотациями для духовенства и преподавателей религии.
Коммунистический режим также выплачивал жалованье из государственных средств значительной части румынского православного духовенства. По состоянию на 1955 год из 30 тысяч священников Румынской православной церкви государственное жалованье получила 12 тысяч человек (в том числе патриарх и все епископы).
С 1948 по 1977 год Церковь возглавлял патриарх Юстиниан.
Предстоятель Церкви с 1986 года патриарх Феоктист после падения коммунистического режима в январе 1990 года ушёл в отставку, но был восстановлен Синодом в апреле того же года. В 1990 году была восстановлена запрещённая до того Грекокатолическая церковь Румынии, которая с тех пор стремится возвратить утраченную собственность.
В 1992 году бывший епископ Московского патриархата Петр (Пэдурару) возглавил восстановленную Бессарабскую митрополию в качестве местоблюстителя; в 1995 году был возведён в сан митрополита.
30 июля 2002 года правительство Владимира Воронина предоставило Бессарабской митрополии официальный статус, были зарегистрированы её герб и устав; митрополия в составе Румынского патриархата была признана правопреемницей Бессарабской митрополии, существовавшей в Бессарабии со времени её аннексии Румынией в 1918 году до вхождения в состав СССР в 1940 году.
9 мая 2011 года Священный синод Иерусалимского патриархата единогласно решил прервать евхаристическое общение с Румынской православной церковью по причине строительства храма, принадлежащего Румынскому патриархату, на канонической территории Иерусалимской церкви без одобрения на то последней.
25 февраля 2013 года Румынская и Иерусалимская церкви восстановили евхаристическое общение друг с другом, а спорное подворье Румынского патриархата в Иерихоне было признано «домом» для румынских паломников.
25 ноября 2018 года Вселенский патриарх Варфоломей возглавил освящение нового кафедрального собора Румынского Патриархата — собора Национального спасения.

## Современное устройство и управление

Состоит из 10 митрополий (митрополичьих округов), каждая из которых включает несколько архиепископий и епископий. Австралийская и Новозеландская епархия, Епархия Дакии Феликс, Епархия в Венгрии и Православное украинское викариатство подчинены непосредственно патриарху Румынскому.
Высший орган власти — Священный Синод, состоящий из Предстоятеля (Патриарха) и всех архиереев Церкви.

## Предстоятели

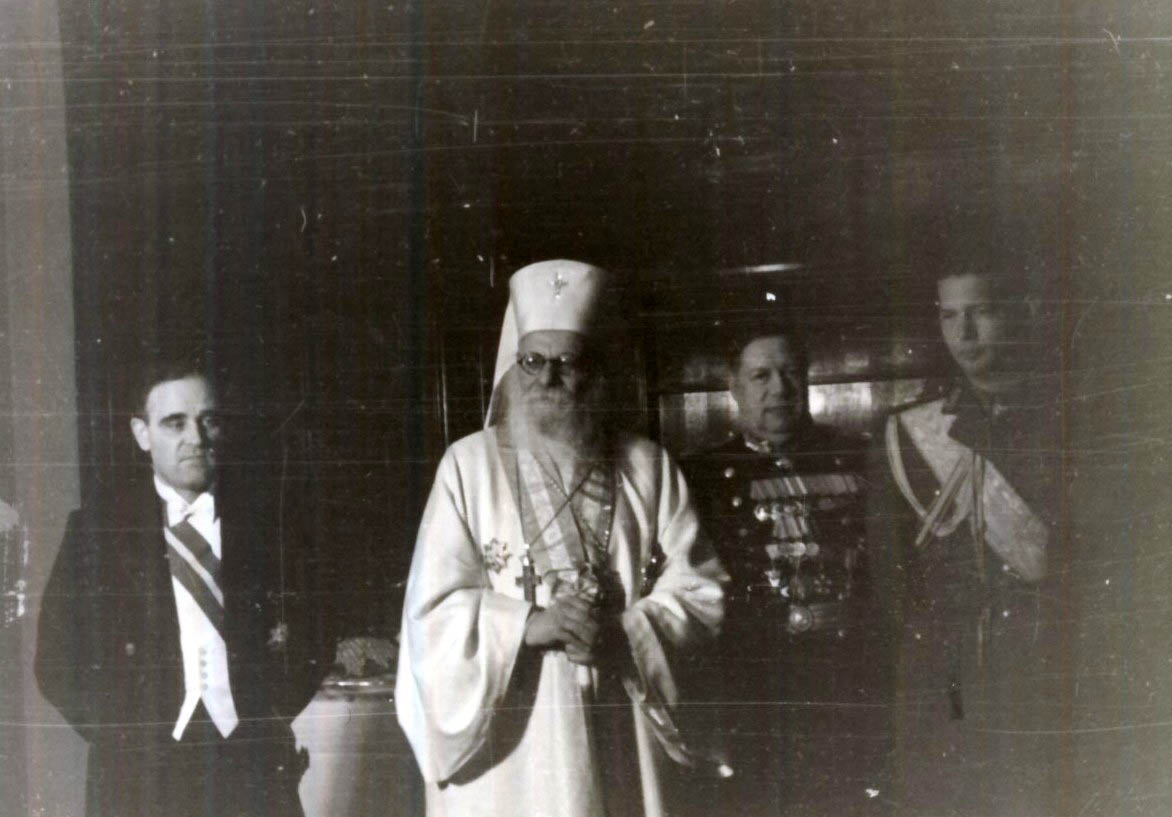
Патриарх Никодим (Мунтяну)

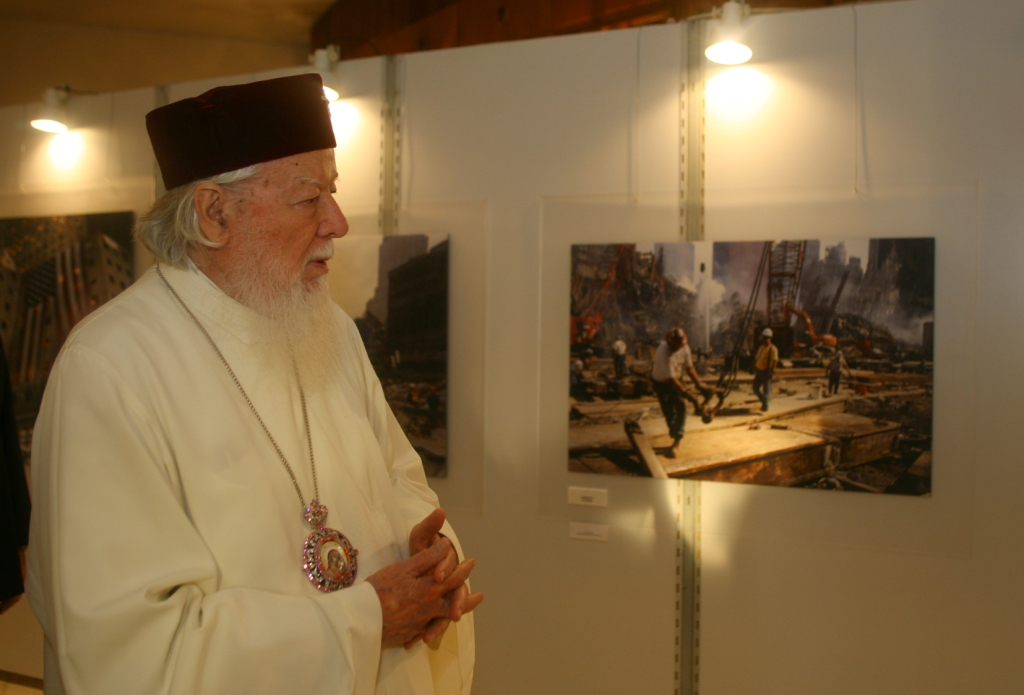
Патриарх Феоктист (Арэпашу)

Предстоятелей до обретения автокефалии см. здесь.
Примасы-Митрополиты
- Нифонт (Русайлэ) (1865—1875) — не признан поместными церквами
- Каллиник (Миклеску) (1875—1886)
- Иосиф (Георгиан) (1886—1893)
- Геннадий (Петреску) (1893—1896)
- Иосиф (Георгиан) (1896—1909)
- Афанасий (Миронеску) (1909—1911)
- Конон (Арэмеску-Донич) (1912—1919)
- Мирон (Кристя) (1919—1925)

Патриархи
- Мирон (Кристя) (1 ноября 1925 — 6 марта 1939)
- Никодим (Мунтяну) (1939—1948)
- Юстиниан (Марина) (6 июня 1948 — 26 марта 1977)
- Иустин (Моисеску) (19 июня 1977 — 31 июля 1986)
- Феоктист (Арэпашу) (16 ноября 1986 — 30 июля 2007)
- Даниил (Чоботя) (c 30 сентября 2007 года)

## Учебные заведения
Диплом духовных семинарий в Румынии эквивалентен диплому лицеев и даёт возможность поступать в любое высшее учебное заведение страны. Наличие только лишь семинарского образования не является в Румынской Церкви достаточным для рукоположения в священный сан. Для рукоположения необходимо высшее богословское образование, которое в Румынии можно получить только на богословских факультетах различных государственных университетов.
По состоянию на 2019 год, в Румынской православной церкви имеются 48 учебных заведений: 11 богословских факультетов, 4 кафедры богословия в составе других факультетов и 33 духовных семинарий (29 мужских и 4 женских):
Богословские факультеты
- Богословский факультет Бухарестского университета
- Богословский факультет Алба-Юльского университета
- Богословский факультет Арадского Аурел-Влайковского университета
- Богословский факультет Клужского Бабеш-Боляйского университета
- Богословский факультет Констанцкого Овидиевского университета
- Богословский факультет Крайовского университета
- Богословский факультет Орадийского университета
- Богословский факультет Питештского университета
- Богословский факультет Сибиуского Лукьяно-Благинского университета
- Богословский факультет Тырговиштского Валашского университета
- Богословский факультет Ясского Александро-Иоанно-Кузанского университета

Кафедры богословия
- Кафедра богословия факультета словесности и богословия Галацкого Нижне-Дунайского университета
- Кафедра богословия факультета словесности Бая-Марского Северного университета
- Кафедра богословия факультета словесности, истории и богословия Тимишоарского Западного университета
- Кафедра богословия факультета экономики и администрации Решицкого Евфимие-Мурговского университета

Мужские духовные семинарии
- Алба-Юльская духовная семинария
- Арадская духовная семинария
- Бая-Марская духовная семинария
- Ботошанская духовная семинария
- Брашовская духовная семинария
- Бузэуская духовная семинария
- Бухарестская духовная семинария
- Галацкая духовная семинария
- Джурджуская духовная семинария
- Дорохойская духовная семинария
- Залэуская духовная семинария
- Карансебешская духовная семинария
- Клужская духовная семинария
- Констанцкая духовная семинария
- Крайовская духовная семинария
- Куртя-де-Арджешская духовная семинария
- Кымпулунг-Мусчелская духовная семинария
- Нямецкая духовная семинария
- Пьятра-Нямецкая духовная семинария
- Романская духовная семинария
- Рымникская духовная семинария
- Слобозийская духовная семинария
- Сучавская духовная семинария
- Тулчинская духовная семинария
- Турну-Мэгурелская духовная семинария
- Тырговиштская духовная семинария
- Фэгэрашская духовная семинария
- Хушская духовная семинария
- Ясская духовная семинария

Женские духовные семинарии
- Агапийская женская духовная семинария
- Брэнештская женская духовная семинария
- Прислопская женская духовная семинария
- Рэтештская женская духовная семинария

## Отношения с Московским патриархатом

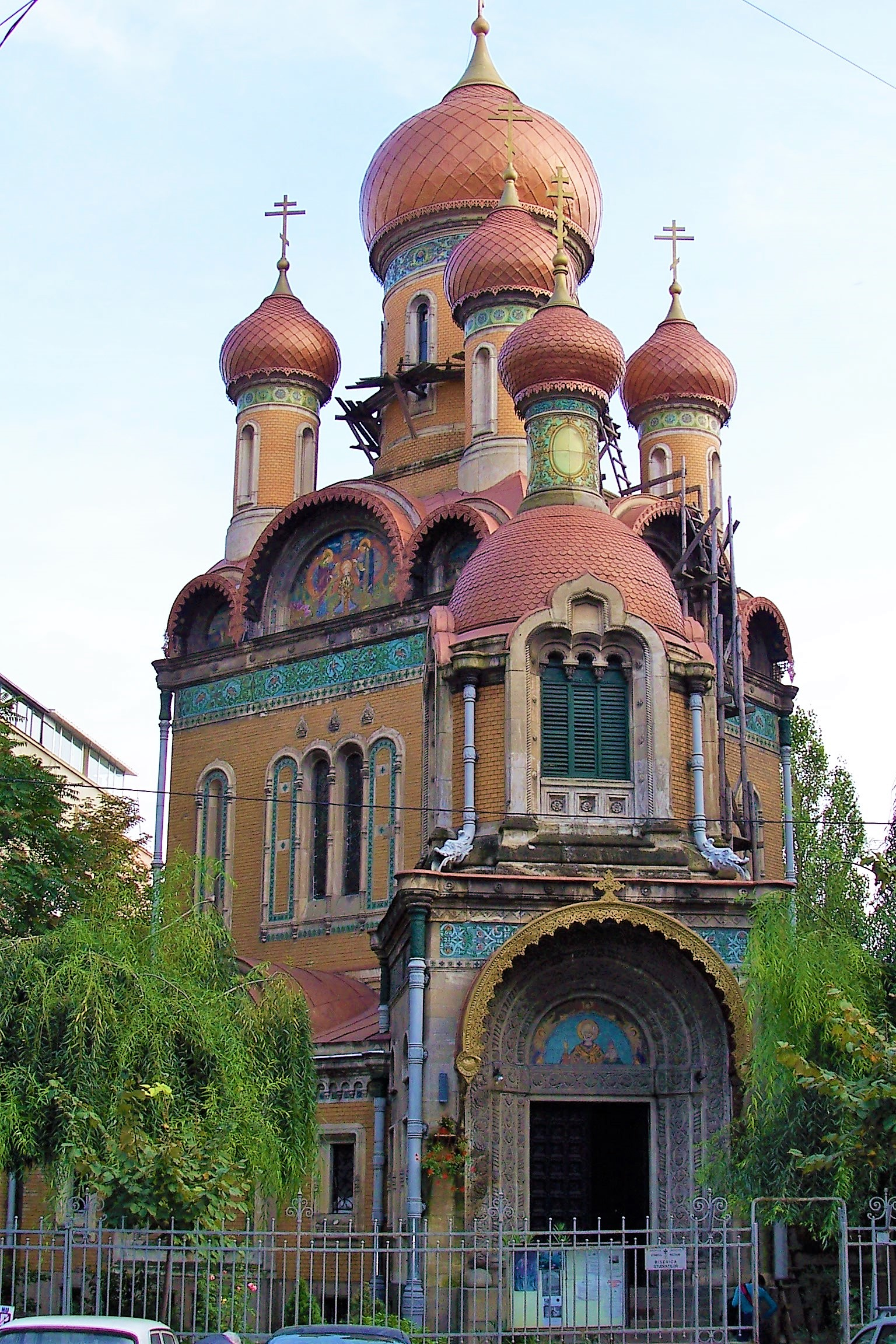
Бывшая русская Никольская церковь в Бухаресте

После распада СССР (1991), в связи с восстановлением Бессарабской митрополии решением Священного синода Румынской церкви от 14 сентября 1992 года, возникли трения между Румынским и Московским патриархатами в связи с взаимными юрисдикционными притязаниями на территорию Молдавии.
В конце октября 2007 года конфликт вновь обострился после принятия 24 октября Священным синодом Румынской церкви решения о создании в составе Румынского патриархата семи новых епископатов: в частности, в Бессарабской митрополии решено возродить Бельцкий епископат (бывший Хотинский), епископат Южной Бессарабии с центром в Кантемире и православный епископат Дубоссар и всего Приднестровья с центром в Дубоссарах. Как заявили в Румынском патриархате, означенные епархии существовали в Бессарабской митрополии до 1944 года, и сейчас было принято решение об их восстановлении по требованию румынских православных верующих. Тираспольская и Дубоссарская епархия Православной церкви Молдовы (РПЦ) назвала решение Синода Румынской православной церкви учредить на территории Молдавии и Приднестровья три собственные епархии, центром одной из которых станет город Дубоссары (Приднестровье), незаконным. Митрополит Кирилл (Гундяев) расценил решение румынского Синода как «шаг, который разрушает православное единство и не останется без последствий».
6 ноября 2007 года СМИ распространили заявление митрополита Петра (Пэдурару), главы Бессарабской митрополии, что «Румынский патриархат намерен расширять своё влияние в Молдавии и на Украине, в частности, увеличивая здесь количество приходов и епархий».
7 ноября 2007 года заявление Священного синода РПЦ «в связи с решением Румынской Православной Церкви об учреждении её епархий на территории Молдавии и Украины» выразило «глубокую озабоченность и скорбь» в связи с таким решением РумПЦ, расценив такой шаг как «попрание самих основ церковного строя», а также «решительный протест против нового вторжения в свои канонические пределы».
14 ноября 2007 года Священный синод Украинской православной церкви (Московского патриархата) признал неправомерными действия РумПЦ по созданию своих епархий на территории Украины и выступил с заявлением.
22 ноября 2007 года в Троянском монастыре (Болгария) состоялась встреча представителей РумПЦ с представителями РПЦ, на которой последние потребовали упразднить три румынские епархии в составе «Бессарабской митрополии». По сообщениям румынской печати, РумПЦ высказалась за создание в Молдавии автокефальной Церкви как способа решения «проблемы Бессарабской митрополии».
В январе 2008 года в конфликт вмешались власти Молдавии, потребовав от четырёх священнослужителей и монахини Бессарабской митрополии покинуть территорию страны; Румынский патриархат усмотрел в этом попытку запугивания клириков митрополии и обратился в Совет Европы с жалобой на президента Молдавии Владимира Воронина. В январе 2008 года в Москве президент Молдавии Воронин и патриарх Алексий II совместно осудили политику Румынского патриархата на территории Молдавии; в частности, Воронин заявил, что «создание так называемой „Бессарабской митрополии“ и её структур — это часть агрессивной политики Румынии против суверенного молдавского государства». В тот же день Воронин получил от патриарха Алексия II премию Международного общественного фонда единства православных народов «За выдающуюся деятельность по укреплению единства православных народов».